# Paralatindia mancella
Paralatindia mancella är en kackerlacksart som beskrevs av Henri Saussure och Leo Zehntner 1894. Paralatindia mancella ingår i släktet Paralatindia och familjen Polyphagidae. Inga underarter finns listade i Catalogue of Life.